# Liis Tappo-Treial

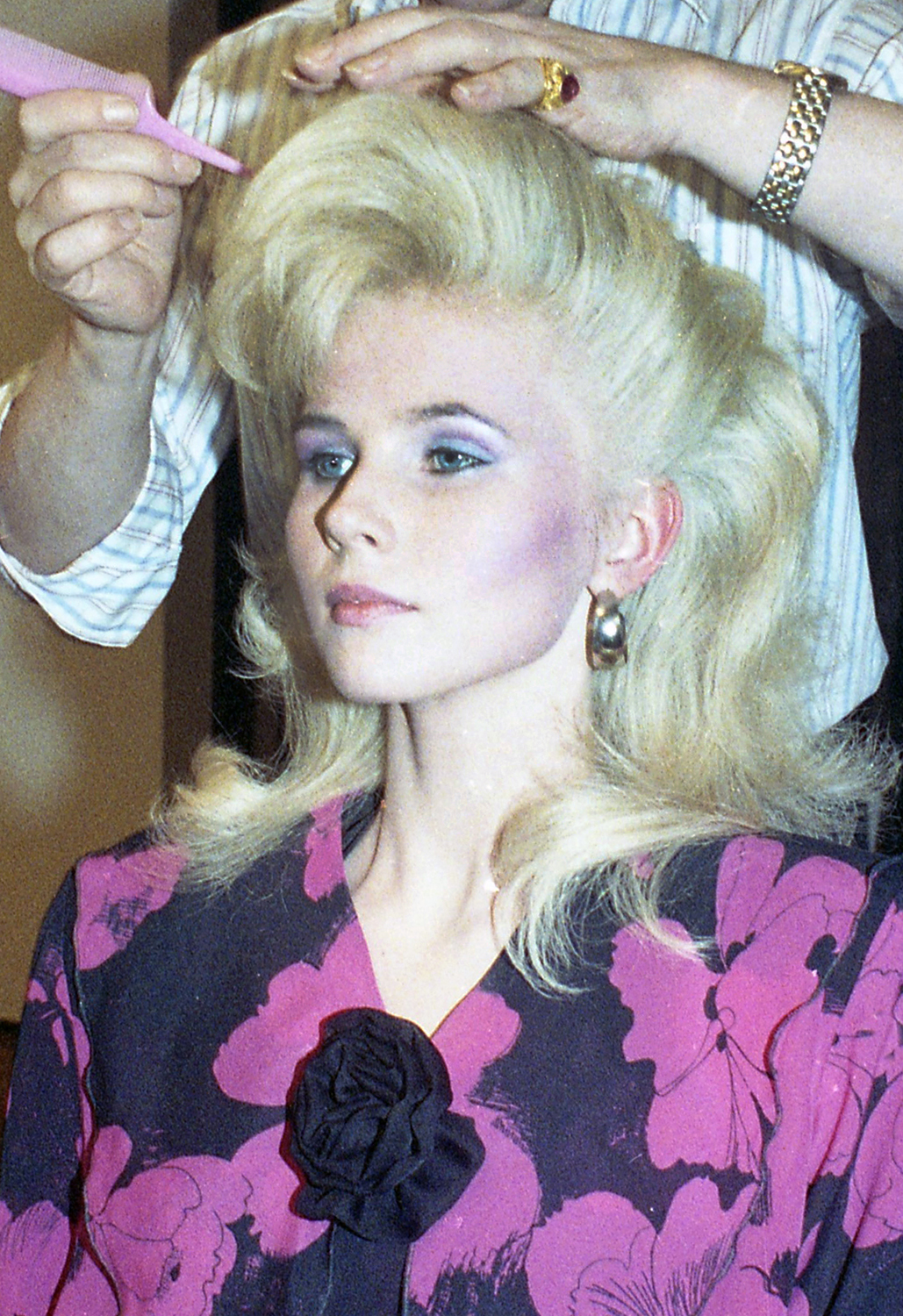
Liis Tappo-Treial (1990)

Liis Tappo-Treial (* 2. Januar 1970 in Tartu als Liis Tappo) ist eine estnische Schauspielerin und Schönheitskönigin.

## Leben
Tappo wurde 1990 zur Miss Estland gewählt. Sie vertrat Estland im Wettbewerb Miss Europe 1991, wo sie die Top 12 erreichte.
1992 gewann sie den Wettbewerb Miss Baltic Sea.
1992 spielte Tappo in dem Film Need vanad armastuskirjad, der für Estland als bester internationaler Film für den Oscar nominiert wurde, den Preis aber nicht errang, da der Film nicht in die engere Wahl gewählt wurde. Der Film wurde 1993 auch auf der Berlinale und beim Internationalen Filmfestival Karlovy Vary gezeigt.
Im Jahr 2006 trat sie in die Estnische Zentrumspartei ein. Sie kandidierte 2007 und 2011 im Wahlkreis Nr. 6 (Lääne-Virumaa) für einen Sitz im Parlament, scheiterte aber beide Male.